# Marlene Sandoval
Rubí Marlene Sandoval Nungaray (18 de janeiro de 1984) é uma futebolista mexicana que atua como defensora.

## Carreira
Marlene Sandoval representou a Seleção Mexicana de Futebol Feminino, nas Olimpíadas de 2004. 